# SMG5
SMG5‏ (SMG5, nonsense mediated mRNA decay factor) هوَ بروتين يُشَفر بواسطة جين SMG5 في الإنسان.